# 丁富斯
丁富斯是德国莱茵兰-普法尔茨州的一个市镇。总面积3.25平方公里，总人口294人，其中男性147人，女性147人（2011年12月31日），人口密度90人/平方公里。